# Donje Žapsko
Donje Žapsko (en serbe cyrillique : Доње Жапско) est un village de Serbie situé sur le territoire de la Ville de Vranje, district de Pčinja. Au recensement de 2011, il comptait 340 habitants.
Un autre village appelé Donje Žapsko se trouve à proximité.

## Démographie

### Évolution historique de la population
| 1948 | 1953 | 1961 | 1971 | 1981 | 1991 | 2002 | 2011 |
| ---- | ---- | ---- | ---- | ---- | ---- | ---- | ---- |
| 603  | 644  | 634  | 543  | 491  | 435  | 421  | 340  |

|  |